# Oliverio Jesús Álvarez
Oliverio Jesús Álvarez González, detto Oli (Oviedo, 2 aprile 1972), è un ex calciatore e allenatore di calcio spagnolo, di ruolo attaccante.

## Carriera

### Giocatore

#### Club
Inizia la carriera nel Centro Asturiano de Oviedo, con cui gioca in tutte le varie categorie giovanili. Nella stagione 1989-1990 milita nel Veriña CF, squadra di Gijón.
Il debutto da professionista arriva con la maglia dell'AD Universidad Oviedo, con cui Oli disputa due campionati di Tercera División spagnola.
Nel 1992 passa al Real Oviedo. Con il club asturiano giocherà sia nella squadra B, in Segunda División B, sia nella prima squadra. Debutta in Primera División con la prima squadra il 10 gennaio 1993 in un pareggio casalingo per 0-0 contro l'Albacete.
Nella stagione 1994-1995 è aggregato stabilmente alla prima squadra. Il 29 gennaio segna le sue prime reti in massima serie, realizzando una tripletta nella vittoria per 3-1 contro il Racing Santander.
Nella stagione 1996-1997 mette a segno 20 gol in 41 partite, posizionandosi al sesto posto nella classifica marcatori.
Nel 1997 passa al Real Betis di Siviglia. Nel primo anno in Andalusia segna 9 gol in 35 presenze, durante la stagione successiva colleziona 10 reti e 32 presenze.
Nella stagione 1999-2000 segna solo un gol. La squadra termina il campionato in terzultima posizione e retrocede in Segunda División.
Oli colleziona una sola presenza in Segunda División con il Betis, alla prima giornata di campionato contro il Compostela, prima di trasferirsi al Real Oviedo, che milita in massima serie.
Ritornato nel club della sua città natale, l'attaccante spagnolo colleziona 15 reti in campionato ma il suo contributo non è sufficiente ad evitare la retrocessione della squadra asturiana.
Decide di proseguire la sua carriera a Oviedo anche in Segunda División. Nella stagione 2000-2001, allenato da Enrique Marigil, il Real Oviedo arriva al settimo posto e Oli segna 5 reti, tra cui una doppietta contro l'Elche. Nella stagione successiva l'Oviedo retrocede in Segunda División B, in virtù del penultimo posto in classifica.
Oli decide di passare al Cadice, che milita in Segunda División. Nella stagione 2003-2004, allenato da José Manuel González López, Oli colleziona 11 gol in 37 partite. Nella stagione successiva, con Víctor Espárrago sulla panchina andalusa, con 10 reti contribuisce alla promozione in Primera División, vincendo il campionato cadetto. Il Cadice fa così ritorno in massima serie, dove mancava dal 1993. La squadra però non riesce a raggiungere la salvezza. Oli realizza solo una rete in 29 presenze (di cui 15 da titolare), in occasione del pareggio casalingo per 1-1 contro il Villarreal.

#### Nazionale
Nel 1997, in seguito alle sue buone prestazioni in campionato, viene convocato da Javier Clemente nella Nazionale spagnola, per due partite delle Qualificazioni al campionato mondiale 1998. Debutta il 24 settembre in una vittoria contro la Slovacchia, vinta per 2-1 a Bratislava, entrando in campo all'88 al posto di Kiko.
L'11 ottobre viene schierato da titolare allo stadio El Molinón di Gijón, contro la Nazionale delle Fær Øer. La Spagna vince per 3-1 e Oli realizza il secondo gol degli iberici.

### Allenatore
A fine anno, con la retrocessione del Cadice, Oli si ritira ma viene scelto dalla dirigenza per il ruolo di allenatore in Segunda División. Inizia la stagione 2006-2007 con una vittoria contro il Vecindario, ma viene esonerato all'undicesima giornata, dopo una sconfitta per 5-4 contro lo Sporting de Gijón.
Successivamente allena l'Unión Deportiva Marbella, l'Écija Balompié e il Real Betis B, tutte in Segunda División B.

## Statistiche

### Cronologia presenze e reti in Nazionale
| Cronologia completa delle presenze e delle reti in nazionale ― Spagna | Cronologia completa delle presenze e delle reti in nazionale ― Spagna | Cronologia completa delle presenze e delle reti in nazionale ― Spagna | Cronologia completa delle presenze e delle reti in nazionale ― Spagna | Cronologia completa delle presenze e delle reti in nazionale ― Spagna | Cronologia completa delle presenze e delle reti in nazionale ― Spagna | Cronologia completa delle presenze e delle reti in nazionale ― Spagna | Cronologia completa delle presenze e delle reti in nazionale ― Spagna |
| Data                                                                  | Città                                                                 | In casa                                                               | Risultato                                                             | Ospiti                                                                | Competizione                                                          | Reti                                                                  | Note                                                                  |
| --------------------------------------------------------------------- | --------------------------------------------------------------------- | --------------------------------------------------------------------- | --------------------------------------------------------------------- | --------------------------------------------------------------------- | --------------------------------------------------------------------- | --------------------------------------------------------------------- | --------------------------------------------------------------------- |
| 24-9-1997                                                             | Bratislava                                                            | Slovacchia                                                            | 1 – 2                                                                 | Spagna                                                                | Qual. Mondiali 1998                                                   | -                                                                     | 88’                                                                   |
| 11-10-1997                                                            | Gijón                                                                 | Spagna                                                                | 3 – 1                                                                 | Fær Øer                                                               | Qual. Mondiali 1998                                                   | 1                                                                     |                                                                       |
| Totale                                                                |                                                                       | Presenze                                                              | 2                                                                     |                                                                       | Reti                                                                  | 1                                                                     |                                                                       |